# Xã Columbia, Quận Wapello, Iowa
Xã Columbia (tiếng Anh: Columbia Township) là một xã thuộc quận Wapello, tiểu bang Iowa, Hoa Kỳ. Năm 2010, dân số của xã này là 1.060 người.